# Технология Ленгмюра — Блоджетт

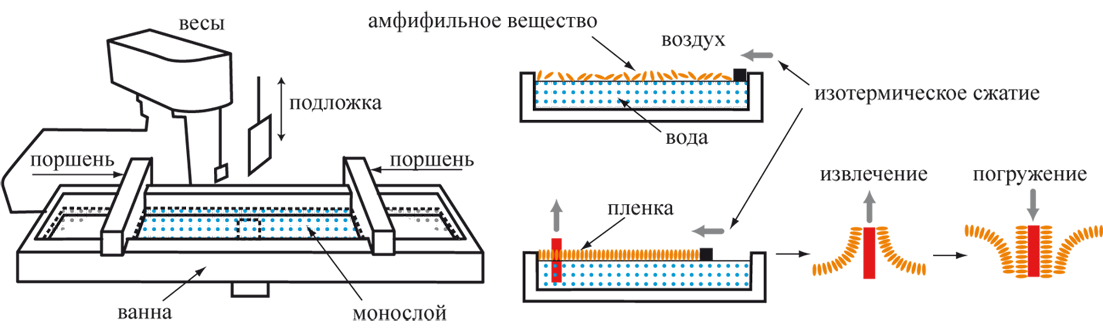
Рис. 1. Принципиальная схема получения плёнок Ленгмюра — Блоджетт

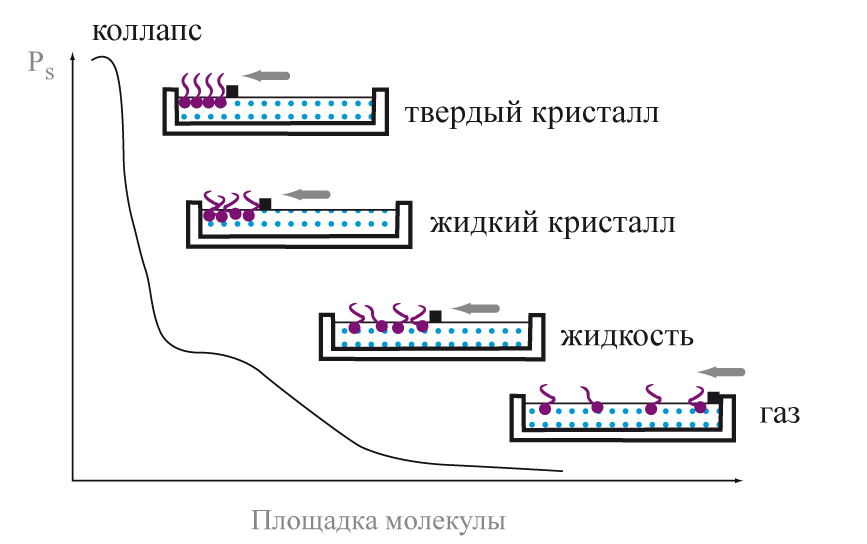
Рис. 2. Поверхностное давление плёнки Ленгмюра — Блоджетт в зависимости от поверхностной концентрации молекул

Техноло́гия Ленгмю́ра — Блодже́тт иначе плёнки Ленгмюра — Блоджетт; метод Ленгмюра — Блоджетт (англ. Langmuir–Blodgett method сокр., LB) — технология получения моно- и мультимолекулярных плёнок путём переноса на поверхность твёрдой подложки плёнок Ленгмюра (монослоёв амфифильных соединений, образующихся на поверхности жидкости).

## Описание
Метод формирования моно- и мультимолекулярных плёнок был разработан Ирвингом Ленгмюром и его ученицей Кэтрин Блоджетт в 1930-х годах. В настоящее время данная технология, названная методом Ленгмюра-Блоджетт, активно используется в производстве современных электронных приборов.
Ленгмюром было разработано устройство для формирования плёнок Ленгмюра, так называемая ванна Ленгмюра — Блоджетт.
Основная идея метода заключается в формировании на водной поверхности мономолекулярного слоя амфифильного вещества и последующем его переносе на твёрдую подложку. В водной фазе молекулы амфифильного вещества располагаются на поверхности раздела «воздух-вода». Для формирования поверхностного мономолекулярного слоя используют сжатие поверхностного слоя с помощью специальных поршней (см. рис. 1).
При последовательном изотермическом сжатии изменяется структура мономолекулярной плёнки, которая проходит через ряд двумерных состояний, условно именуемых состояниями «газа», «жидкости», «жидкого кристалла» и «твёрдого кристалла» (см. рис. 2). Каждое из этих состояний характеризуется определённым поверхностным давлением — аналогом поверхностного натяжения. Чем выше поверхностная концентрация молекул на поверхности, тем выше поверхностное давление. При некотором критическом поверхностном давлении устойчивость мономолекулярного слоя нарушается и он превращается в полимолекулярную плёнку.
В состоянии «газа» молекул на поверхности мало, они хаотически движутся, слабо взаимодействуя друг с другом. В этом состоянии при сжатии плёнки давление повышается аналогично давлению при изотермическом сжатии обычного газа. При дальнейшем повышении давления «газ» конденсируется в «жидкость» в этом состоянии наблюдается поверхностная вязкость плёнки. Дальнейшее повышение давления превращает «жидкость» в сначала в «жидкий кристалл» — монослой молекул где отдельные молекулы упорядочены в кристаллическую структуру с возможностью скольжения по «кристаллографическим» линиям и окончательно — в «твёрдый кристалл».
Таким образом, измеряя поверхностное давлении плёнки, можно получить заданную её структуру и нужные физико-химические свойства.
Далее сформированная таким образом плёнка на поверхности с желаемыми свойствами переносится плёнки на пластинку твёрдого носителя погружением пластинки в жидкость и последующим извлечением из неё. При этом происходит адсорбция поверхностной плёнки. Обычно перенос плёнки на субстрат производят при поверхностном давлении 15—30 мН/м. Помимо органических плёнок возможно создание таким способом и неорганических мономолекулярных плёнок.
Процесс переноса мономолекулярной плёнки можно повторять многократно, получая, таким образом, различные мультимолекулярные слои.